# الحمل النشط
الحِمل النشط أو الحِمل الديناميكي هو مكون أو دارة تعمل كمقاومة غير خطية ذات تيار مستقر.

## تصميم الدوائر
في تصميم الدوائر، يُعرف الحِمل النشط بأنه مُكوِّنٌ من مُكوِّنات الدائرة، يتكون من أجهزة نشطة مثل الترانزستورات. يهدف الحمل النشط إلى تقديم مقاومة إشارة صغيرة عالية دون الحاجة إلى انخفاض كبير في جهد التيار المستمر، كما قد يحدث عند استخدام مقاومة كبيرة بدلاً من ذلك. قد تكون مثل هذه الممانعات الكبيرة لحمل التيار المتردد مرغوبة، على سبيل المثال، لزيادة مكسب التيار المتردد لبعض أنواع مضخمات الصوت. في أغلب الأحيان يكون الحمل النشط هو جزء الإخراج لمرآة التيار.

### حالة القاعدة المشتركة

الشكل 1: دارة القاعدة المشتركة لترانزستور إن-بي-إن مع حمل على شكل مقاومة (مع إهمال تفاصيل الانحياز). يتم إدخال الإشارة عند V_{in}، ويمكن أن يكون الخرج المأخوذ من العقدة V_{out} جهدًا أو تيارًا.

الشكل 2: دارة القاعدة المشتركة لترانزستور إن-بي_إن (مع إهمال تفاصيل الانحياز). يمثل مصدر التيار I_{C} حملاً نشطًا.

في الشكل 1، الحمل هو مقاومة، ويتم تحديد التيار المار عبر المقاومة بواسطة قانون أوم على النحو التالي:
{\displaystyle I_{C}={\frac {V_{CC}-V_{\text{out}}}{R_{C}}}}.
كنتيجة لهذه العلاقة، ترتبط قيمة فرق الجهد عبر المقاومة بالتيار عند نقطة الانحياز. إذا تم تثبيت تيار الانحياز لسبب يتعلق بالأداء، فإن أي زيادة في مقاومة الحمل تؤدي تلقائيًا إلى جهد أقل لـ Vout، مما يقلل بدوره من فرق الجهد VCB بين المجمع والقاعدة، ويحد من تأرجح الإشارة عند خرج المضخم (إذا كان تأرجح الخرج أكبر من VCB، يتم إخراج الترانزستور من المنطقة النشطة خلال جزء من دورة الإشارة).
"في المقابل، باستخدام الحمل النشط في الشكل 2، تكون ممانعة التيار المتردد لمصدر التيار المثالي لانهائية بغض النظر عن فرق الجهد VCC − Vout، مما يسمح بقيمة كبيرة لـ VCB، وبالتالي تأرجح كبير لإشارة الخرج."

### المضخمات التفاضلية
تُستخدم الأحمال النشطة بشكل متكرر في مراحل الدخل التفاضلي للمضخم التشغيلي، وذلك لزيادة الكسب بشكل كبير.

### قيود عملية
في الممارسة العملية، يُستبدل مصدر التيار المثالي بـ مرآة التيار، وهي أقل مثالية من ناحيتين. أولاً، مقاومتها للتيار المتردد كبيرة، ولكنها ليست لانهائية. ثانيًا، تتطلب المرآة انخفاضًا صغيرًا في الجهد للحفاظ على التشغيل (لإبقاء ترانزستورات الخرج للمرآة في الوضع النشط). ونتيجة لذلك، فإن مرآة التيار تحد من تأرجح جهد الخرج المسموح به، ولكن هذا القيد أقل بكثير من المقاومة، ولا يعتمد أيضًا على اختيار تيار الانحياز، مما يترك مرونة أكبر من المقاومة في تصميم الدائرة.

## معدات الاختبار
في مجال معدات الاختبار الإلكترونية [الإنجليزية]، يُستخدم الحمل النشط للاختبار التلقائي لـ مزودات الطاقة الإلكترونية ومصادر الطاقة الكهربائية الأخرى لضمان أن جهد الخرج والتيار الخاصين بها ضمن مواصفاتهما عبر مجموعة من ظروف التحميل، بدأ من تحميل منعدم إلى أقصى تحميل.
أحد أساليب اختبار الأحمال يستخدم مجموعة من المقاومات ذات القيم المختلفة، والتدخل اليدوي. في المقابل، يقدم الحمل النشط للمصدر قيمة مقاومة متغيرة عن طريق التحكم الإلكتروني، إما عن طريق جهاز ضبط تناظري مثل مقياس الجهد متعدد الدورات أو في إعدادات الاختبار المؤتمتة، عن طريق حاسوب رقمي. يمكن غالبًا تغيير مقاومة الحمل بسرعة لاختبار الاستجابة العابرة لمزود الطاقة.
تمامًا مثل المقاومة، يحول الحمل النشط الطاقة الكهربائية الخاثة بمزود الطاقة إلى حرارة. لذلك يجب أن تكون الأجهزة المبددة للحرارة (عادةً الترانزستورات) في الحمل النشط مصممة لتحمل الارتفاع الناتج في درجة الحرارة، وعادةً ما يتم تبريدها بواسطة المشتتات الحرارية.
لتكون الأحمال النشطة ملائمة أكثر، غالبًا ما تشتمل الأحمال النشطة على دوائر لقياس التيار والجهد الواصلين إلى المدخلات، وقد تعرض هذه القياسات على شاشات رقمية.